# قوه مقننه ایالتی (ایالات متحده آمریکا)

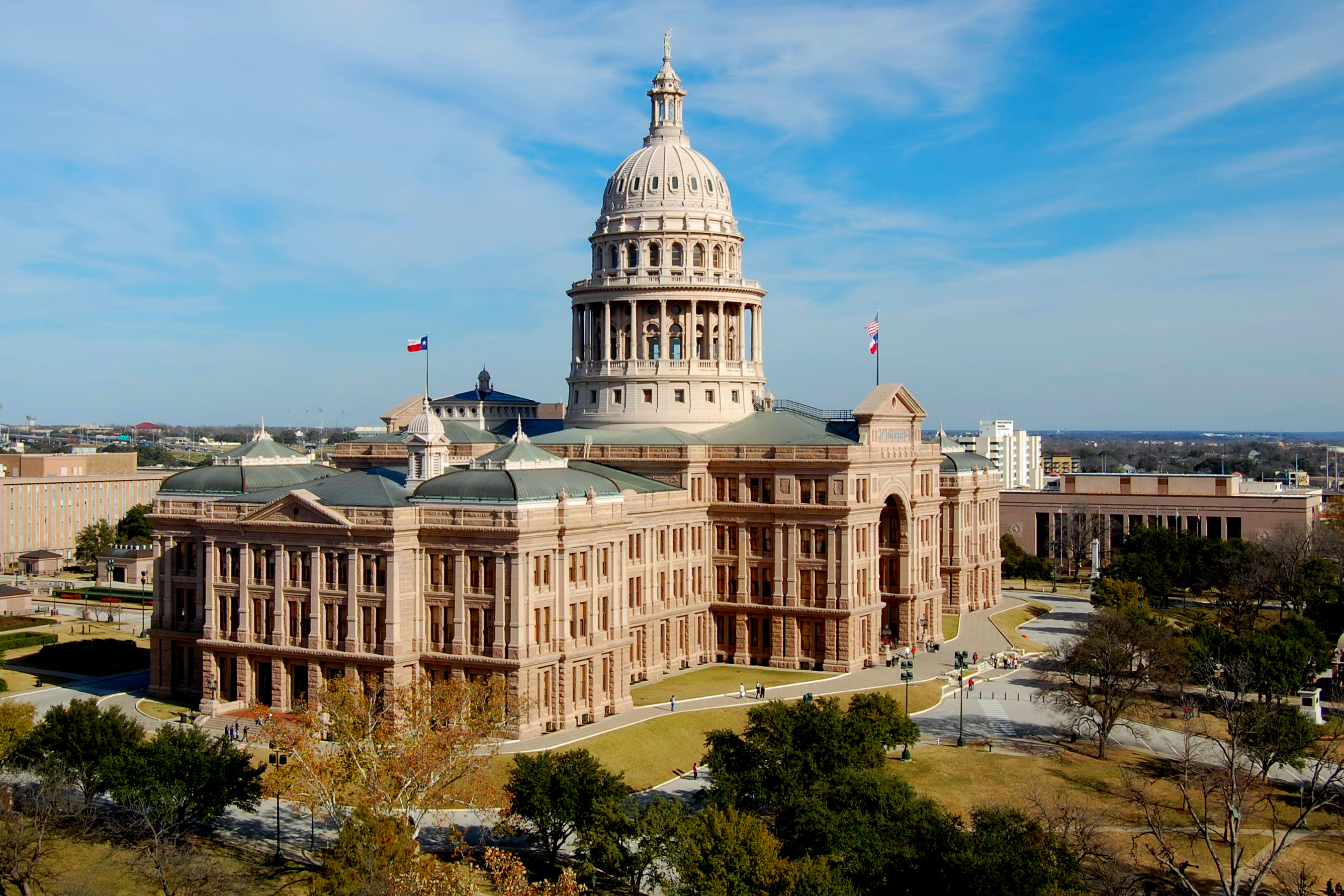
نمایی از ساختمان کنگرهٔ ایالت تگزاس در مرکز ایالت آستین، بخشی از قوه‌های مقننه ایالتی. این ساختمان، محلی‌است‌که مجمع ایالتی و فرماندار تگزاس در آن کار می‌کنند. - ۲۰۱۰

قوه‌های مقننه ایالتی (انگلیسی: State legislature) در ایالات متحده آمریکا نهاد قوه مقننه هر یک از ۵۰ ایالت آمریکا هستند. نام رسمی در هر ایالت فرق می‌کند. در ۲۵ ایالت به قوه مقننه صرفاً «قوه مقننه» یا «قوه مقننه ایالتی» گفته می‌شود، در حالی که در ۱۹ ایالت به آن «مجمع کل» گفته می‌شود. در ماساچوست و نیوهمپشایر، به قوه مقننه دیوان کل گفته می‌شود، و در داکوتای شمالی و اورگن به قوه مقننه مجمع تقنینی گفته می‌شود.